# Мишеслав
Мишеслав (Mişelav) или Мислав, Мичислав, Михай (Mislav, Micislav, Mihai) е първият засвидетелстван войвода във Влахия – през 1241 г., по време царуването на Иван Асен II и на най-голямото нашествие на татарите в Европа.
Единствените препратки към личността му се появяват в славянска и персийска хроника. Част от историците го идентифицират с Михай, предшественик на Литовой. Според венецианските хроники по това време има войвода на Арджеш с името Михай. Противоречия има около името му, което е изписано различно в различните хроники, но във всички случаи звучението му е славянско. 